# RDS-1
Joe 1 (ryska: РДС-1, transkriberas RDS-1), var det första sovjetiska testet av kärnvapen. Det amerikanska kodnamnet Joe 1 eller Joe One för operationen refererar till Josef Stalin.
Bomben var av så kallad implosionstyp. Den motsvarade 22 000 kg TNT, och liknade på det sättet de amerikanska Fat Man och Gadget.
Bomben detonerade 29 augusti 1949 i det sovjetiska kärnvapenprovsprängningsområdet i Kurchatov, 100 km väster om Semipalatinsk, nuvarande Kazakstan.